# Corryocactus melanotrichus
Corryocactus melanotrichus là một loài thực vật có hoa trong họ Cactaceae. Loài này được (K.Schum.) Britton & Rose mô tả khoa học đầu tiên năm 1920.